# Ioel

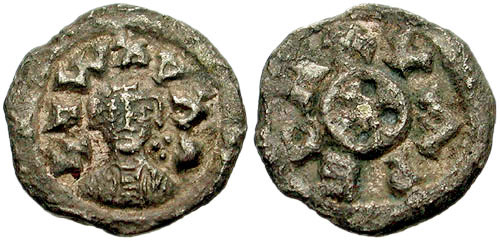
Münze des Ioel

Ioel war ein christlicher König des Aksumitischen Reiches in Afrika, der Mitte des sechsten Jahrhunderts regierte und der bisher nur von seinen Münzen bekannt ist. Diese zeigen auf der Vorderseite ihn im Profil oder in der Vorderansicht und auf dem 
Revers ein Kreuz. Die Legenden lauten König Ioel und Christus ist mit uns, meist auf Altäthiopisch.